# 김창선 (정치인)
김창선(1944년 2월 29일 ~ )은 조선민주주의인민공화국의 외교관 겸 정치인이다.
그는 조선로동당 중앙위원회 위원 겸 당 서기실장 등을 지냈다.

## 경력
1944년생인 그는 함경북도 명천군 출신으로 김일성종합대학 러시아과를 나온 후 인민무력부 대외사업국에서 지도원, 부부장, 부장, 부국장 등을 역임했다. 1970년대 구 소련 주재 대사관 부무관을 지냈으며 당 행정부 부부장과 서기실 부부장 등으로 일했다.  평안남도 안주시당 조직비서로 좌천되었으나 장성택의 도움으로 핵심 위치에 복귀했다. 2000년 9월 김용순 당시 노동당 대남담당 비서의 특사 방문 때 '박성천'이라는 가명과 당 중앙위 과장이라는 직함으로 동행한 것으로도 알려졌다.
2012년 초부터 당 서기실 실장으로 활동하고 있으며, 2018년 2월초 북측 고위급 대표단으로 일원으로 김영남, 김여정 등과 함께 2018년 평창 동계 올림픽 개막식에 참석하였다. 2018년 4월 20일 조선로동당 제7기 제3차 전원회의에서 당 중앙위원회 위원으로 선출되었다. 2018년 4월 27일 판문점에서 열린 남북정상회담에서 김정은을 수행하였다. 2018년 5월 북미정상회담 당시에 싱가포르에서 미국 측 조 헤이긴 미 백악관 부비서설장 등과 의전과 경호 등을 협의했다.

## 가족
첫 부인 류춘옥은 김일성의 항일빨치산 동료로 한국전쟁 당시 서울에 첫 진입한 탱크사단 사단장이었던 류경수와 김일성 항일투쟁 당시 간호대원으로 활동했고 조선혁명박물관 관장을 지낸 황순희의 딸이다. 류춘옥은 인민배우 출신으로 김일성 훈장과 로력영웅 호칭을 받았다. 김정일의 누이 김경희와 절친한 사이였다. 조선로동당 중앙위원회 과장과 력포목장 지배인으로 재직 중에 2003년 사망했다.